# كولين كاسادي
وليام موريسي (بالإنجليزية: Colin Cassady)‏ (ولد في 16 أغسطس 1986)  هو مصارع أمريكي محترف معروف لوقته في أتحاد دبليو دبليو إي تحت أسم بيق كاس.

## النشأة
موريسي ولد في 16 أغسطس 1986 في حي كوينز في نيويورك درس في مدرسة أرشبيشوب مولي الثانوية وكان متطوع ملجأ المشردين وعضو جمعية الشرف الوطنية. لعب كرة السلة في السنة الأخيرة، وشارك في مباراة جميع النجوم الخاصة بمدرسة كاثوليك الثانوية.
بعد التخرج من الثانوية، موريسي تلقى منحة للدراسة في جامعة نيويورك دخل في قسم ما قبل الطب قبل أن يتحول إلى دراسة الاقتصاد. حينما كان في الجامعة كان يلعب كلاعب وسط لفريق البنفسج للجامعة من 2005-2006 إلى 2008-2009. وكان القائد الثاني للفريق في موسمه الاخير.
بعد التخرج من الجامعة، موريسي كان يبيع التذاكر خاصة للمناسبات التي تقام في ماديسون سكوير جاردن وملعب فريق نيويورك (يانكيز). خلال ذلك الوقت موريسي شارك في موسيقى الشوارع في محطات مترو نيويورك.

## مسيرته في مصارعة المحترفين

### بداية مسيرتة
موريسي تدرب على مصارعة المحترفين في مدرسة جوني رودز لتدريب المصارعة في بروكلين نيويورك. صارع لأول مرة في منظمة جوني رودز - منظمة عالم المصارعة الذي لا يمكن تنبوئه - في عام 2010 تحت أسم «بيق» بيل يونغ بشخصية راعي للبقر. واستمر يصارع للمنظمة لأكثر من مرة قبل أن يوقع مع أتحاد دبليو دبليو إي في منتصف 2011.

### فلوريدا تشامبيون شيب ريسلنغ(2011-2012)
في يونيو 2011، أعلنت دبليو يو دبليو (WUW - منظمة جوني رودز) عن توقيع موريسي لعقد مع فلوريدا تشامبيون شيب ريسلنغ (أف سي دبليو FCW) الذي كان أتحاد التطوير الخاص بأتحاد دبليو دبليو إي في ذلك الوقت، موريسي ظهر لأول مرة في شاشة (أف سي دبليو FCW) في يوليو 2011، وصارع لأول مرة عالتلفاز تحت أسم كولين كاسادي في 4 سبتمبر 2011 في عرض أف سي دبليو وخسر بأقصاء امام ريتشي ستيمبوت. كاسادي لم ينجح وأستمر بخسارة المباريات لبقية عام 2011 حتى أوائل عام 2012. كاسادي أخيرا أنتصر لأول مرة في عرض أف سي دبليو في 11 مارس 2012 وأنتصر على كينيث كاميرون. كاسادي صارع أخر مباراة متلفزة له في عرض أف سي دبليو في 7 يوليو 2012 منتصرا على أيدن أنقلش.

### أن أكس تي(2012-2016)

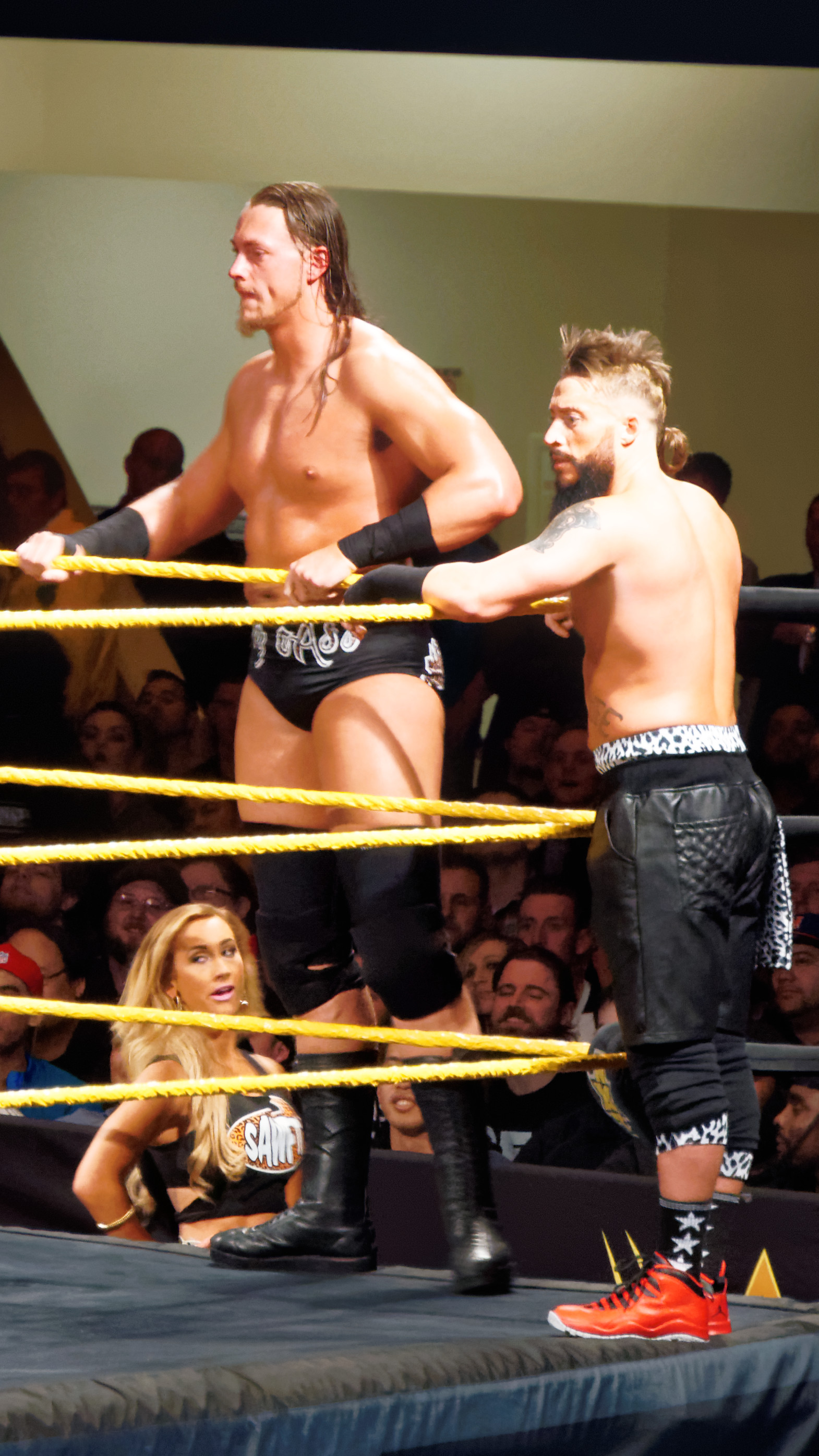
إينزو آموري وكاسادي يخوضان مباراة في 2015 ومعهم كارميلا

في أغطسطس 2012 قام أتحاد الـ دبليو دبليو إي بتغير أسم الأتحاد التطويري التابع له من فلوريدا تشامبيون شيب ريسلنغ إلى أن أكس تي، كاسادي لعب أول مباراة متلفزة له كانت في 5 يونيو 2013 التي خسر بها لـ مايسون ريان. كاسادي بعد ذلك شكل فريق مع إينزو آموري، الذي خسر مسبقا لـ مايسون ريان. ولقبوا نفسهم ب«الرجال الحقيقيون في الغرفة». في الحياة الحقيقة، كاسادي قابل لأول مرة أموري، عندما كان موريسي في عمر الخامسة عشر (15) عندما لعبآ كرة السلة معا فيما يعرف بال«القفص» في مانهاتن، نيويورك قرابة 10 سنوات قبل ان يجتمعا معا مرة أخرى في أن أكس تي في أغسطس 2013. ريان أنتصر على اموري وكاسادي في مباريات متتالية لكنه خسر لهم في مباراة 2 على 1 ولكن تمت مهاجمتهم من قبل تونز أوف فنك (برودس كلاي و‌تنساي) اموري وكاسادي بدا عداوتهم مع سيلفستر ليفورت و‌سكوت داوسون و‌روسيف. في عرض أن أكس تي في 25 سبتمبر. اموري وكاسادي شاركوا في مباراة تأهيلية للمنافسة على بطولة أن أكس تي للفرق، بدا المباراة وهزموا تايلر بريز و‌سي جي باركر وبعدها هزموا روسيف و‌سكوت داوسون قبل أن يخسروا في النهائي لصالح فريق ذا أسنشين.
في نوفمبر 2013، أموري اصاب بكسر في الساق اثناء التدريب. مما أدى إلى منافسة كاسادي في المنافسة الفردية بعداوة مع أيدن أنقلش.
اموري عاد في 26 يونيو 2014 في حلقة أن أكس تي حين قام بمساعدة كاسادي من هجوم سيلفستر ليفورت و‌ماركوس لويس. في أوائل أغسطس، أموري وكاسادي شاركوا في مسابقة لبطولة أن أكس تي للفرق وأنتصروا على جيسون جوردين و‌تاي ديلينجر في الجولة الأولى، ولكنهم اقصوا من قبل فريق ذا فودفيلنيز (أيدن أنقلش و‌سايمون قوتش) في الجولة الثانية. ليفورت ولويس قاموا بتجديد عداوتهم مع اموري وكاسادي بمهاجمتهم وحلاقة لحية اموري. نتيجة لذلك اموري تحدى ليفورت في مباراة يحلق الخاسر شعره في عرض أن أكس تي: فاتال 4 واي الذي أنتصر اموري فيها، لكن ليفورت هرب ليترك شريكه لويس يخسر شعره وحواجبه من قبل اموري وكاسادي.
أينزو وكاسادي شكلو تحالف مع المنضمة حديثا كارميلا، الثنائي بالخطأ كلفوها وظيفتها كمصففة شعر وفقا للقصة، مما ادى إلى اصرارها على ان تكون مصارعة. كارميلا صارعت لأول مرة على التلفاز في 16 أكتوبر 2014 في عرض أن أكس تي. في 11 مارس 2015 في عرض أن أكس تي، أموري وكاسادي أنتصروا على لوتشا دراغونز في مباراة على من سيصبح المنافس الأول على بطولة أن أكس تي للفرق. في أن أكس تي تايك أوفر: أنستببل، أموري وكاسادي واجهوا فريق بليك وميرفي وخسروا بسبب تدخل من اليكسا بليس. في ديسمبر، اموري وكاسدي بدوا عداوة مع فريق داش وداوسون حين تحدوهم على بطولة أن أكس تي للفرق في عرضين أن أكس تي تايك اوفر: لندن ورودبلوك وخسروا في العرضين. في 24 مارس 2016، أبولو كروز وأينزو وكاس أنتصروا على أبطال أن أكس تي للفرق فريق داش وداوسون (ذا ريفايفال) و‌بارون كوربن.

### الراو(2016-إلى الآن)
في عرض الراو بعد راسلمينيا 32, اموري وكاسادي ظهروا لأول مرة في العروض الرئيسية (بدون كارميلا) مقاطعين فريق دادلي بويز. بعدها بأسبوع في عرض سماكداون اموري وكاسادي أنتصروا على فريق ذا أسنشين للمنافسة على تحديد المتنافسين الأولين على بطولة دبليو دبليو إي للفرق وفاز الفريق أيضا على فريق دادلي بويز في النصف النهائي من المنافسة في العرض الراو التالي متأهلين بذلك للنهائي. في النهائي، انزو وكاس نافسوا فريق ذا فودفيلنيز (أيدن أنقلش و‌سايمون قوتش) في عرض بايباك، انتهت المباراة بدون فائز بسبب تعرض انزو لأصابة في المباراة. في مايو 2016 تم تغير أسم كولين كاسادي إلى بيق كاس. في 6 يونيو عرض الراو، خلال مباراة اينزو وكاس وفريق ذا فودفيلنيز (أيدن أنقلش و‌سايمون قوتش) كاس لاحظ انقلش يحاول ان يصيب اينزو بالطريقة التي فعلها قوتش ليصيب انزو فيها بالبيباك، مما أدى إلى غضب كاس وهجومه على فريق ذا فودفيلنيز (أيدن أنقلش و‌سايمون قوتش) وتنفيذ حركته القاضية (ايست ريفر كروسينق) على قوتش. في عرض ماني إن ذا بانك، انزو وكاس نافسوا فريق ذا نيو داي ووفريق ذا فودفيلنيز (أيدن أنقلش و‌سايمون قوتش) وفريق لوك جالوس و‌كارل أندرسون في معركة رباعية على بطولة دبليو دبليو إي للفرق وأنتصر فريق ذا نيو داي بالمباراة. في 4 يوليو عرض الراو، انزو وكاس أنقذوا جون سينا من تعرضه لهجوم من قبل فريق ذا كلوب واقحموا انفسهم في عداوة سينا مع الكلوب. في عرض باتل قراوند، انزو وكاس اتحدوا مع جون سينا لينتصروا على فريق ذا كلوب في مباراة فرق سداسية.
في قرعة عام 2016 للدبليو دبليو إي تم نقل فريق أنزو وكاس إلى عرض الراو. بعد عرض باتل قرواند أنزو وكاس دخلوا في عداوة مع كريس جيريكو و‌كيفن أوينز التي أستمرت إلى عرض سمرسلام حيث خسر الاثنان إلى جيركو وأوينز. في عرض الراو تاريخ 22 أغسطس، كاس تأهل إلى مباراة رباعية للمنافسة على بطولة دبليو دبليو إي يونيفرسال من خلال هزيمته لبطل الولايات المتحدة روسيف بالعد الخارجي. الاسبوع التالي في عرض الراو، نافس كل من كيفن أوينز و‌رومان رينز سيث رولينز، وتم أخراجه من قبل أوينز، لتكون تلك المرة الأولى التي يتثبت بها في العروض الرئيسية. انزو وكاس بعدها بدوا عداوة مع ذا شاينينغ ستارز، وخسروا لهم في مباريات فردية ومباريات فرق.
في 7 نوفمبر في عرض الراو، أنزو وكاس اعلنوا على انهم سوف يكونون في فريق الراو في مواجهة فريق عرض سماكداون في مباراة 10 ضد 10 في عرض سرفايفر سيريس، حيث خسر فريق الراو لفريق سماكداون. بعد ذلك أنزو وكاس بدوا عداوة مع روسيف. في 5 ديسمبر، انزو تم خداعه بواسطة لانا. بيق كاس خسر لروسيف في العرض التمهيدي لعرض رودبلوك: نهاية الطريق.

## الحياة الشخصية
موريسي كان في علاقة غرامية مع زميلته في مجال المصارعة ليا فان دايل المعروفة باسمها في الحلبة كارميلا إلى ان انفصلا في اواخر عام 2017.

## في المصارعة
- الضربة القاضية
  - أيست ريفر كروسينق (سايد سلام متأرجحة جالسة)
  - بوت 0'7 (بيق بوت)
- حركات معروف بها
  - أمباير ألبو (جمبنق ألبو دروب)
  - فالاوي سلام
  - هاي ني
  - سايدوالك سلام
  - ستينقر سبلاش
- مع إينزو آموري
  - بادا بووم شاكالاكا (روكيت لانشر)
- المدراء
  - كارميلا
- ألقابه
  - ذا بيق بامبينو
- أغاني الدخول
  - «ساوفت أز أ سين» من قبل سي اف أو$ (2014-2017) (WWE/NXT) - استخدمها عندما كان يشكل فريق مع إينزو اموري
  - «كارما» من قبل سي اف أو$

## البطولات والإنجازات
- مجلة برو رسلينق أليستريتد
  - تم تصنيفه في المرتبة 94# في قائمة أفضل 500 مصارع لهذا العام (2017)
- دبليو دبليو إي إن إكس تي
  - أفضل فريق لعام (2015) مع إينزو آموري

## روابط خارجية
- كولين كاسادي على موقع دبليو دبليو إي (الإنجليزية)
- كولين كاسادي على موقع WrestlingData.com (الإنجليزية)
- كولين كاسادي على موقع CageMatch worker (الإنجليزية)
- كولين كاسادي على موقع قاعدة بيانات المصارعة على الإنترنت (الإنجليزية)
- كولين كاسادي على موقع عالم المصارعة على الإنترنت (الإنجليزية)
- كولين كاسادي على موقع عالم المصارعة على الإنترنت (الإنجليزية)

- كولين كاسادي في دبليو دبليو إي دوت كوم
- كولين كاسادي على موقع IMDb (الإنجليزية)
- كولين كاسادي على موقع قاعدة بيانات الفيلم (الإنجليزية)